# Нежная Ирма
«Нежная Ирма» (фр. Irma la Douce) — кинофильм, снятый в 1963 году американским режиссёром Билли Уайлдером по популярному французскому музыкальному водевилю с тем же названием. Это фарсовая комедия о странностях любви в парижских кварталах красных фонарей. На главные роли в фильме Уайлдер пригласил известную пару — Джек Леммон и Ширли Маклейн — после их триумфального успеха в его же кинофильме «Квартира».
Особое достоинство «Нежной Ирмы» — визуальная сторона, результат работы художника-постановщика и кинооператора. Декорации, в которых происходит действие, хорошо передают романтическую атмосферу старого Парижа, его вечерних улочек, бистро, мансард. Фильм цветной, широкоэкранный, номинировался на «Оскар» за операторскую работу и актёрскую работу Маклейн. Награждён «Оскаром» за музыкальное сопровождение, автор аранжировок — композитор Андре Превин.

## Сюжет
Парижский полицейский Нестор Пату, человек симпатичный, честный, но довольно простодушный, совершает свой первый обход участка. Когда ему становится ясно, что это место, где собираются проститутки, он тут же сообщает об этом в своё отделение. Организуется рейд, и всех проституток препровождают за решётку. Однако это, как оказывается, неожиданно нарушает негласную договоренность между полицией и местным союзом сутенёров, притом что начальник полицейского отделения в этом — первое заинтересованное лицо. В итоге Нестор Пату оказывается тут же уволенным из полиции.
Бедняга отправляется в бар, выпить с горя. Там он встречает Нежную Ирму, одну из проституток, схваченных во время упомянутого рейда. В нём пробуждается симпатия к девушке, и тут же, в баре, в комическом поединке он побивает её хозяина-сутенёра, который жестоко с ней обращался. В результате, неожиданно для себя самого, Нестор становится новым покровителем Нежной Ирмы. Он влюбляется в девушку, и мысль, что её «услугами» пользуются другие мужчины, становится для него невыносима. С помощью хозяина кафе, проникнувшегося к нему сочувствием, он строит хитрый план, как избавить её от этого занятия…

## В ролях
- Джек Леммон — Нестор Пату, вначале полицейский, затем покровитель Нежной Ирмы, а также — загадочный «лорд Икс»
- Ширли Маклейн — Нежная Ирма, парижская проститутка
- Лу Якоби — «Усач», хозяин кафе
- Брюс Ярнелл — Ипполит, сутенёр Нежной Ирмы
- Хоуп Холлидей — Лолита
- Хершел Бернарди — инспектор Лефевр
- Клифф Осмонд — полицейский сержант
- Грейс Ли Уитни — Кики
- Пол Дубов — Андре
- Тура Сатана — Сюзетта Вонг, проститутка (впервые на экране)

## Создание
Фильм снят по мотивам популярной французской музыкальной комедии «Ирма ля дус» (фр.). Она ставилась на сценах Парижа, Лондона, на нью-йоркском Бродвее (в 1960 году), имела успех, и впоследствии по её сюжету был снят кинофильм. Однако фильм —- это вовсе не мюзикл, как можно было бы ожидать, здесь музыка только сопровождает эпизоды. Аранжировки выполнены композитором Андре Превином, по музыкальным темам французских песенок Маргариты Монно (фр.). Эти небольшие музыкальные фрагменты помогли фильму стать в 1964 году лауреатом «Оскара».
Участвуя в съёмках в Париже, Джек Леммон женился — подобно его персонажу из фильма. Его женой стала Фелиция Фарр, американская модель и актриса, также игравшая в фильмах Уайлдера. Как и в этом фильме, брак оказался удачным.
Ширли Маклейн согласилась на участие в фильме, даже не прочитав сценария — настолько верила в счастливую звезду режиссёра.
Съёмки происходили в 1962 году в Париже (в квартале Ле-Аль, в церкви Сент-Этьен-дю-Мон, на набережных Сены, фр.) и в Голливуде (в студии Samuel Goldwyn Studio, англ.).

## Награды и номинации
- 1964 — премия «Оскар» за лучшую запись или адаптацию музыки (Андре Превин), а также две номинации: лучшая актриса (Ширли Маклейн), лучшая операторская работа в цветном фильме (Джозеф Лашелл).
- 1964 — премия «Золотой глобус» за лучшую женскую роль в комедии или мюзикле (Ширли Маклейн), а также две номинации: лучший фильм — комедия или мюзикл, лучшая мужская роль в комедии или мюзикле (Джек Леммон).
- 1964 — премия «Давид ди Донателло» в категории «Лучшая зарубежная актриса» (Ширли Маклейн).
- 1964 — номинация на премию Гильдии сценаристов США за лучший сценарий к американской комедии (И. А. Л. Даймонд, Билли Уайлдер).
- 1965 — номинация на премию BAFTA в категории «Лучшая зарубежная актриса» (Ширли Маклейн).

## Наследие
По этому же сюжету и под тем же названием был снят ещё один фильм, в 1972 году, для французского телевидения.